# Spring (операційна система)
Spring — експериментальна мікроядерна об'єктно-орієнтована операційна система, розроблена Sun Microsystems на початку 1990-х. У ній використовувалися принципи, подібні до тих, що використовувалися в ядрі Mach. Розробка припинилася в середині 90-х, але деякі ідеї були повторно використані в бібліотеках Java і в операційній системі Solaris.